# Неопознанные рыбы, замеченные во время экспедиции Уильяма Биба 1934 года
11 августа 1934 года американский натуралист Уильям Биб совершил погружение на батисфере у побережья Бермудских островов. Во время его экспедиции Уильям Биб видел три неопознанных рыбы. Так как у него не было фотоаппарата при себе, он попросил художницу Эльзу Бостельманн зарисовать тех рыб, которых он увидел по его собственным словам.
Ни один из предполагаемых видов рыб, описанных Уильямом Бибом, не был зафиксирован другими исследованиями и, следовательно, не могут быть подтверждены как реально существующие. Единственный свидетель этих рыб помимо самого Биба - его коллега Отис Бартон, сидевший с ним в одной батисфере.

## Bathyembryx istiophasma
Bathyembryx istiophasmа, согласно описанию Уильяма Биба, достигала в длину как минимум около двух футов и была слишком большой для глубоководной рыбы. имела маленький глаз и приличного размера рот. Грудные плавники длинные и широкие, нитевидные. на плавнике выделялись две особенности. Их цвет был бледный и оливковый. Хвостовой плавник был уменьшен, выглядел наподобие «пуговицы». «Вертикальные» плавники, которые предположительно являются спинным плавниками, значительно выходили за пределы тела. Брюшных плавников замечено не было. 
Описание Bathyembryx istiophasma очень схоже с внешним видом глубоководного кальмара. Возможно, Биб не опознал кальмара, и принял его за новый вид.

## Bathysidus pentagrammus
Bathysidus pentagrammus была схожа с рыбой-хирургом. По внешнему виду она имела форму наподобие диска, высотой 12 см и шириной 15 см. Её плавники были сплошными и вертикальными, а глаза большие. Биб был заинтригован поразительно красивой биолюминесценцией этой рыбы, которую он описал в своей книге «На полмили вниз»: «По бокам тела проходило пять невероятно красивых линий света... каждая линия состояла из серии больших бледно-желтых огней. и каждый из них был окружен полукругом очень маленьких, но ярко-фиолетовых фотофоров».
Под описание bathysidus pentagrammus очень подходит гребневик. Наверняка он был ошибочно принят за новую рыбу.

## Bathysphaera intacta
Bathysphaera intacta была встречена дважды. Оба образца достигали шесть футов длиной. По его словам, они напоминали барракуд с короткими головами и постоянно открытыми челюстями. Уильям Биб также подчеркнул, что рыба проявляла биолюминесценцию: «по телу струился сильный свет бледно-голубоватого цвета».

Биб отнёс этот вид к драконовым:
«Вертикальные плавники, расположенные далеко назад, были одним из признаков, которые поместили ее среди морских драконов, меланостомиатид, и были ясно видны, когда рыба проходила через балку. С тела свисали два длинных щупальца, каждое из которых имело на конце пару из отдельных светящихся тел, верхнее красноватое, нижнее голубое. Они дергались и дергались под рыбой, одно, несомненно, выходя из подбородка, а другое далеко назад, возле хвоста. Я не мог видеть ни стебля щупалец, ни никаких парных плавников, хотя оба они наверняка присутствовали».
На данный момент самая больший представитель драконовых - Opostomias micripnus, длина которой составляет 55 см. Это менее трети длины той рыбы, которую видел Биб.
Пока нету объяснения, кем могла являться Bathysphaera intacta.

## Радужный панцирник
В 11:07 Биб включил 1500-ваттную лампу в своей батисфере. В освещённой воде вертикально плавал квартет стройных рыб длиной 10 сантиметров с острыми челюстями. Головы и челюсти рыб были алыми, задняя часть жабр — ярко-синей, а задняя часть и хвосты — ярко-жёлтыми. Постояв неподвижно несколько мгновений, стайка рыб уплыла в темноту.
Вопреки данному Уильямом названию, он заявил, что они могли быть «кем угодно, только не панцирниками».

## Bathyceratias trilynchnus
Замечен на глубине 750 метров. Биб впервые увидел эту рыбу издалека, когда свет от его батисферы слабо отражался от её спины. Когда она подплыла ближе к лучу его батисферы,  её описали как похожую на цератия и криптопсараса, но с приплюснутым ртом и короткими ровными зубами. Она была яйцевидной, чёрного цвета, шести дюймов в длину и обладала тремя иллициумами, каждый из которых был увенчан бледно-жёлтым фотофором.